# كنيسة القديس يوحنا المعمدان (القدس)
كنيسة القديس يوحنا المعمدان هي كنيسة كاثوليكية في عين كارم بالقدس تابعة للرهبنة الفرنسيسكانية. تم بناؤها في الموقع الذي يُعتقد أن القديس يوحنا المعمدان قد وُلد فيه.
في 1941-1942 حفر الفرنسيسكان المنطقة الواقعة غرب الكنيسة والدير. اكتشفوا هناك قبوراً وغرفاً منحوتة في الصخور ومعاصراً للنبيذ وكنائس صغيرة مزينة بالبلاط الفسيفسائي. احتوت الغرفة الجنوبية الصخرية المقطوعة على الخزف المؤرخة بفترة تمتد من القرن الأول قبل الميلاد تقريبًا حتى 70 بعد الميلاد، وهي فترة تشمل العمر المفترض لزكريا و‌أليصابات و‌يوحنا. تم تأريخ المجتمع الذي يعيش هنا من خلال الاكتشافات الأثرية التي تعود إلى الفترات الرومانية والبيزنطية والإسلامية المبكرة.
ربما يعود تاريخ معظم هيكل الكنيسة الحالي إلى القرن الحادي عشر، ومن المحتمل أن تعود الدورات الدنيا إلى الفترة البيزنطية (القرنين الرابع والسابع).

## التاريخ
في 1941-1942 حفر الفرنسيسكان المنطقة الواقعة غرب الكنيسة والدير. هنا وجدوا غرف ومقابر رومانية متأخرة، وكنائس بيزنطية صغيرة ومعاصر للنبيذ. تم تأريخ المجتمع الذي يعيش هنا من خلال الاكتشافات الأثرية التي تعود إلى الفترات الرومانية والبيزنطية والإسلامية المبكرة.
صرّح عالم الآثار الفرنسي أبيل (1878-1953) أن معظم الكنيسة الحالية ربما يعود تاريخها إلى القرن الحادي عشر، ومن المحتمل أن تعود الدورات الدنيا إلى الفترة البيزنطية (القرنين الرابع والسابع).

### الفترة الرومانية المتأخرة
كشفت الحفريات الواقعة غرب المباني الرئيسية عن قبور وغرف منحوتة في الصخور. احتوت الغرفة الجنوبية الصخرية المقطوعة على الخزف المؤرخة بفترة تمتد من القرن الأول قبل الميلاد تقريبًا إلى 70 بعد الميلاد، وهي فترة تشمل العمر المفترض لزكريا و‌أليصابات و‌يوحنا.

### الفترة البيزنطية
من المحتمل أن تعود المدماكات الدنيا للكنيسة الحالية إلى الفترة البيزنطية (القرنين الرابع والسابع).

### الفترة الإسلامية المبكرة
وقد ورد ذكر الكنيسة في كتاب المظاهرة المنسوب إلى سعيد بن البطريق (940): «تشهد كنيسة بيت زكريا في منطقة إيليا على زيارة مريم إلى نسيبتها أليصابات».
وفقًا لعالم الآثار الفرنسي فيليكس ماري أبيل، من المحتمل أن يعود تاريخ معظم الكنيسة الحالية إلى القرن الحادي عشر (العصر الفاطمي)، مع احتمال أن يعود الجزء السفلي من الجدران إلى الفترة البيزنطية (القرنين الرابع والسابع).

### الفترة الصليبية
زار القرية حاج روسي معروف باسم أبوت دانيال عام 1106 ووصف هنا كنيستين. في المنزل الذي عرَّفه بأنه «بيت زكريا.... حيث أتت العذراء القديسة لتحيِّ أليصابات»، يذكر على الجانب الأيسر «كهفاً صغيراً ولد فيه يوحنا السابق». يجب أن تكون المغارة التي تظهر في الكنيسة الحالية في مقدمة الممر الأيسر هي نفسها التي ذكرها دانيال.
تم ذكر كنيسة القديس يوحنا أو كنيسة ماجنيفيكات عام 1113 في عين كارم.
في عام 1480 أفاد فيليكس فابر أنها طويلة، مقببة، ولا تزال مطلية، لكنها تحولت إلى إسطبل للحيوانات.

### الفترة العثمانية

#### القرن السابع عشر
موقع الكنيسة الصليبية المبني فوق مغارة الولادة التقليدية للقديس يوحنا، والذي دُمِّر بعد رحيل الصليبيين، تم شراؤه من قِبل الفرنسيسكاني الأب توماسو أوبيتشيني في عام 1621. أجبر السكان المسلمون الكاثوليك على هجر الموقع عدة مرات خلال القرن السابع عشر واستخدموا الكهف والمباني كإسطبلات، حتى بعد أن أصدر السلطان فرمانًا يؤكد ملكية الفرنسيسكان عليه عام 1672، تم الحصول عليه بتأثير ماركيز دي نونتيل، السفير الفرنسي لدى الدولة العثمانية. فقط في عام 1693 عاد الفرنسيسكان للأبد وأعادوا بناء وتحصين الموقع.
في عام 1697، أشار هنري موندريل إلى أن: «تمت إعادة بناء دير القديس يوحنا من الأرض خلال هذه السنوات الأربع. إنه حالياً مبنى كبير مربع الشكل وموحد وأنيق في كل مكان؛ لكن أجمل ما فيها هو كنيستها. يتكون من ثلاث ممرات، وفي الوسط قبة جميلة، تحتها رصيف موزاييك، يساوي، إن لم يكن يتجاوز، أفضل أعمال القدماء من هذا النوع. في الطرف العلوي من الممر الشمالي، تنزل سبع درجات من الرخام، إلى مذبح رائع للغاية، مقام فوق المكان الذي يقولون إن المعمدان المقدس قد وُلد فيه. هنا لا يزال الحرفيون يعملون في إضافة المزيد من الجمال والزخرفة إلى هذا الدير.»

#### القرن التاسع عشر
زار جيمس سلك بكنغهام في أوائل القرن التاسع عشر، ووجد أن الدير «يبدو أفضل من حيث الراحة والترتيب مقارنة بدير القدس، ويماثل دير الناصرة. الكنيسة هي واحدة من أجمل الكنيسة في جميع أنحاء الأرض المقدسة كما الرهبان كلها الإسبان، ويشارك أكثر من نمط لهذه الأمة من أي شيء آخر، في الحلي لها».
في عام 1883، أشار استطلاع أقامه صندوق استكشاف فلسطين لغرب فلسطين (SWP) إلى أن: «كنيسة المعمدان، في القرية نفسها، من أصل صليبي؛ لكن الداخل مغطى بالبلاط، ولا يوجد أي من الأعمال القديمة يمكن التعرف عليها. ترتفع القبة من أربعة أرصفة ثقيلة. يتم الوصول إلى الكهف شمال المذبح العالي (في الطرف الشرقي للكنيسة) بسبع درجات؛ يقال أنها مسقط رأس القديس يوحنا. نسخة رديئة من موريو معلقة على الجانب الشمالي من الكنيسة، ويحظى بتقدير كبير من قبل الرهبان، الذين هم في الأساس من الإسبان».

### فترة الانتداب البريطاني
في 1941-1942 حفر الفرنسيسكان المنطقة الواقعة غرب الكنيسة والدير.
بدأ تصميم وبناء الطابق العلوي للهيكل في عام 1938، واكتمل من قِبل المهندس المعماري الإيطالي أنطونيو بارلوزي في عام 1939، مع الحفاظ على جميع البقايا البيزنطية والصليبية المتبقية كجزء من الضريح الجديد.

## تقديم خطة الكنيسة
مخطط الطابق والمفتاح:
- 1 (بني): كهف ولادة يوحنا المعمدان[16]

مخطط أرضية لكنيسة القديس يوحنا المعمدان مع رمز اللون حسب الفترات التاريخية

- رقم 2 (أصفر): الكنيسة الصليبية (القرن 11-12)، وتمثل قاعدة الكنيسة الحالية
- 3 (أحمر): كنيسة صغيرة من العصر البيزنطي مع مقابر ونقش فسيفساء يذكر الشهداء (القرن الخامس)
- 4 (أحمر): كنيسة صغيرة من الفترة البيزنطية (القرن السابع)
- 5 (بني): حمام طقوس يهودي أو مكفيه (القرن الأول)
- 6 و 7 (باللون الأخضر): القاعات الصليبية (القرن الثاني عشر)

## معرض الصور

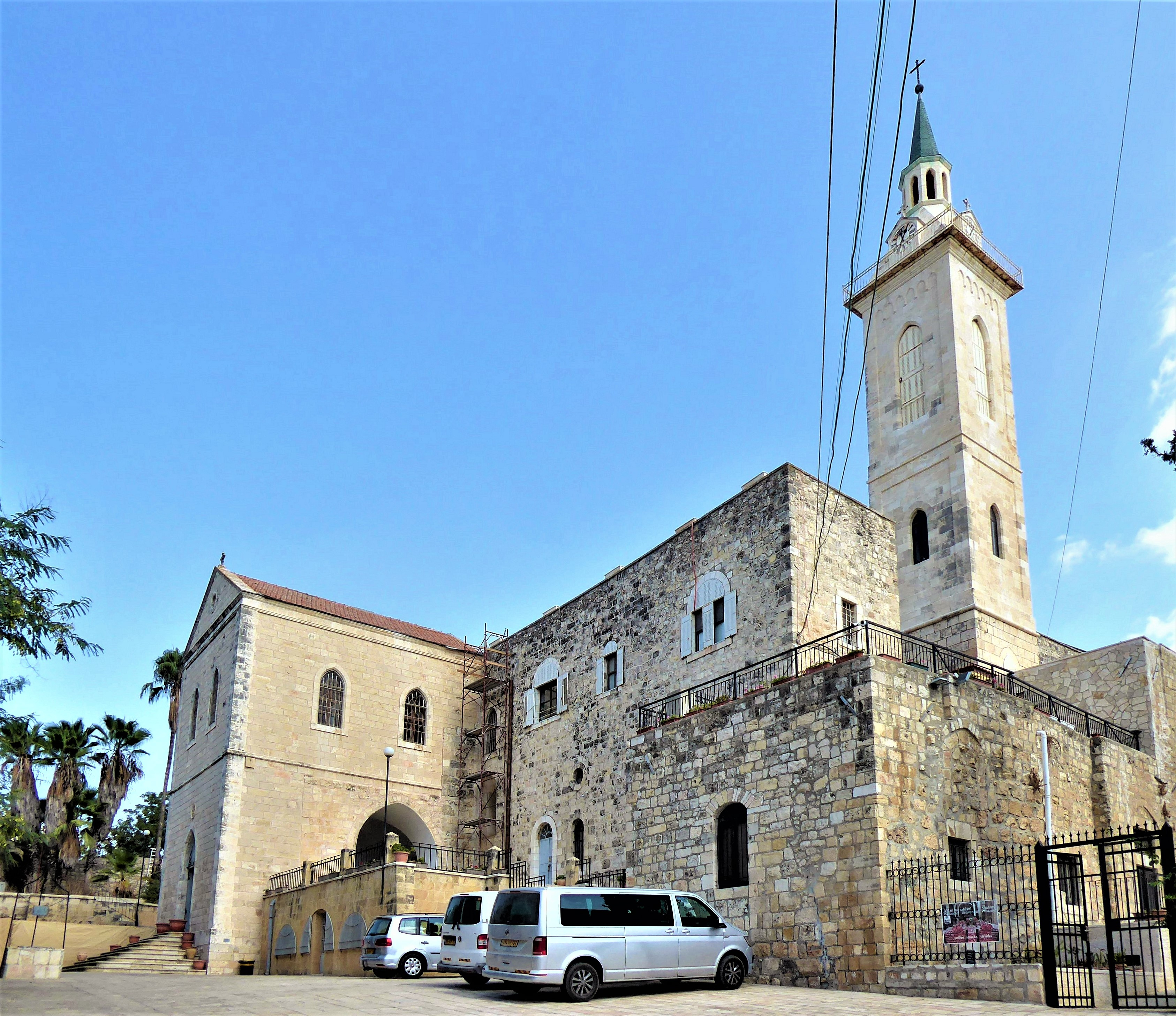
خارج الكنيسة
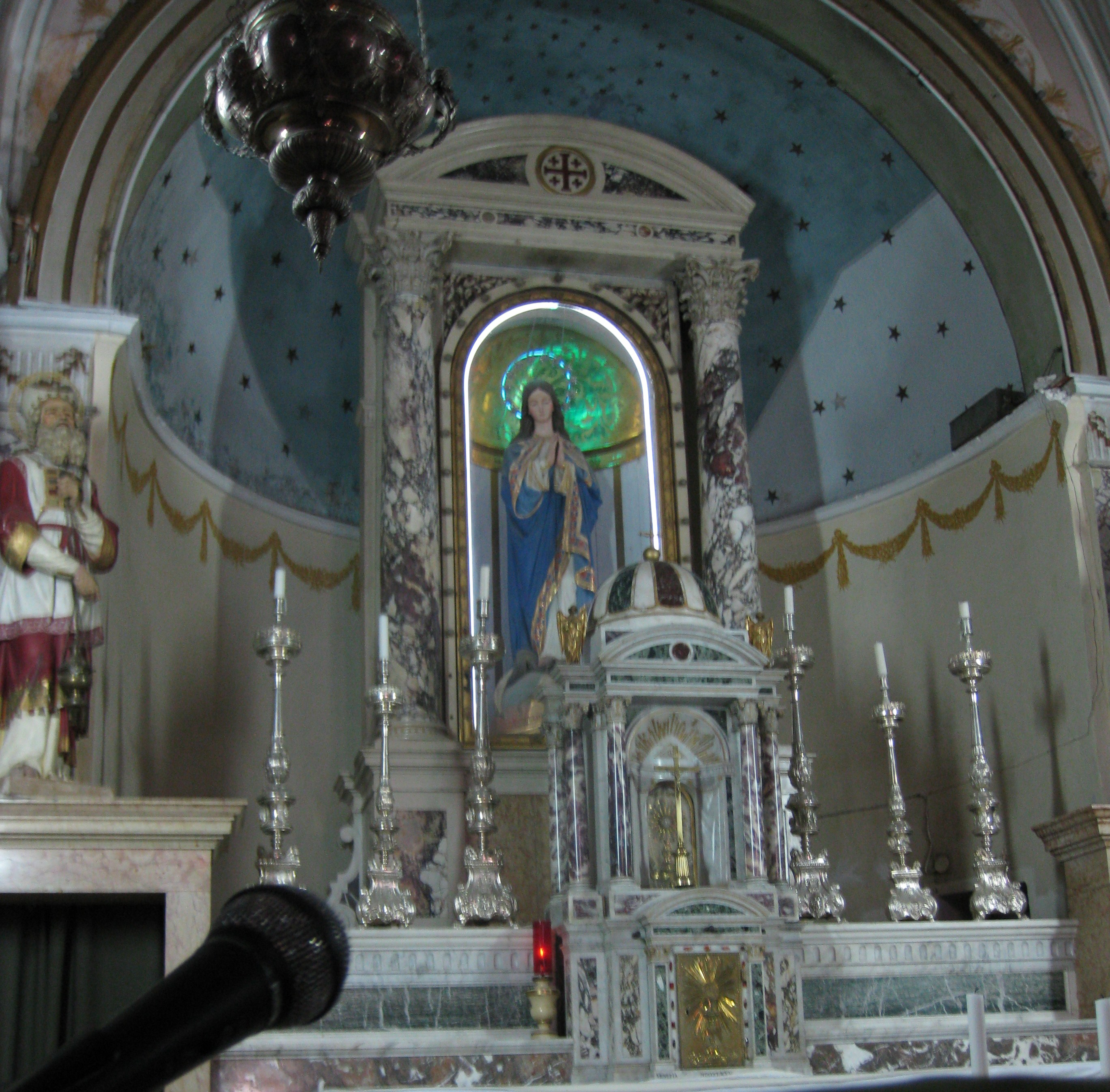
المذبح في الكنيسة
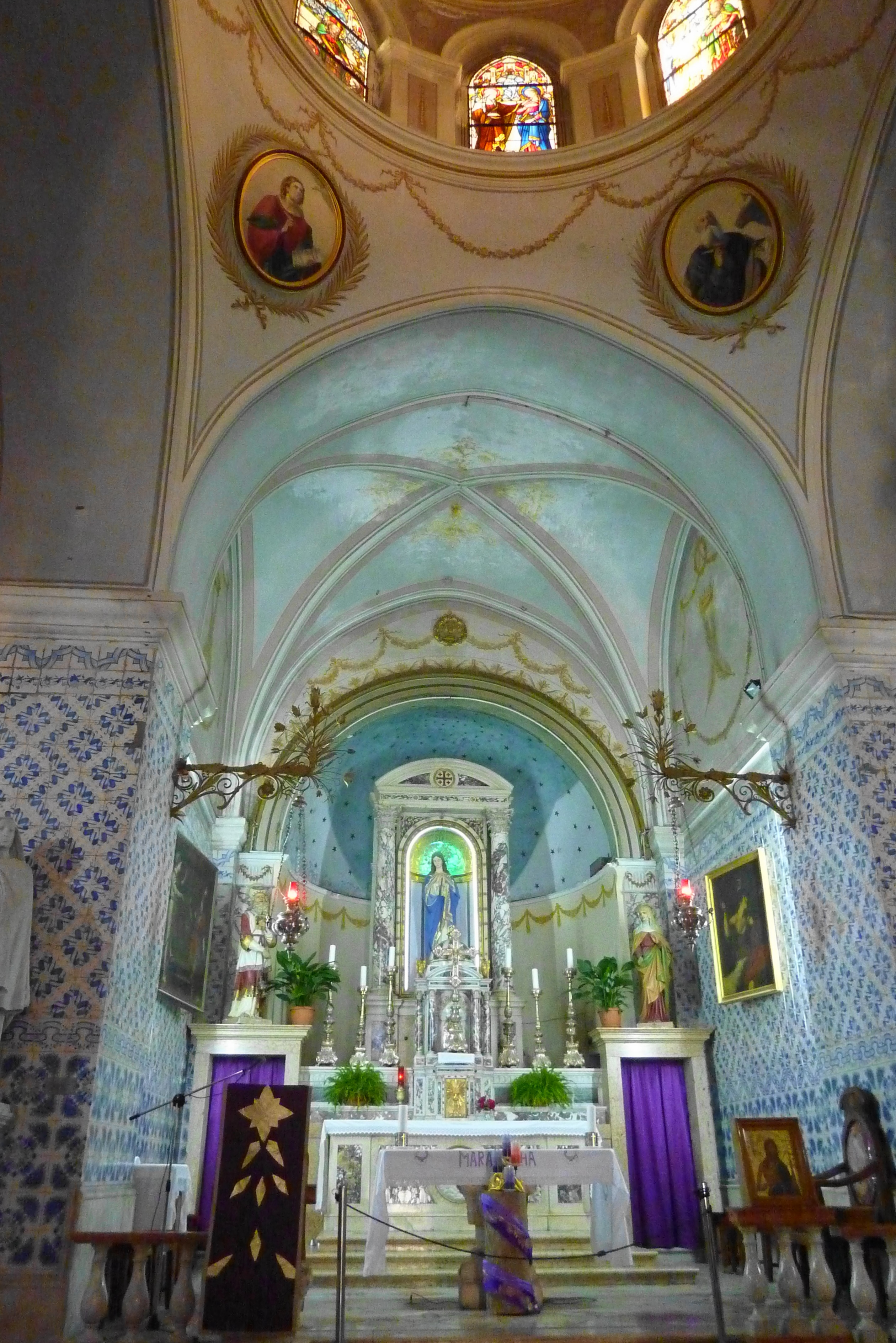
المذبح والقبة في الكنيسة
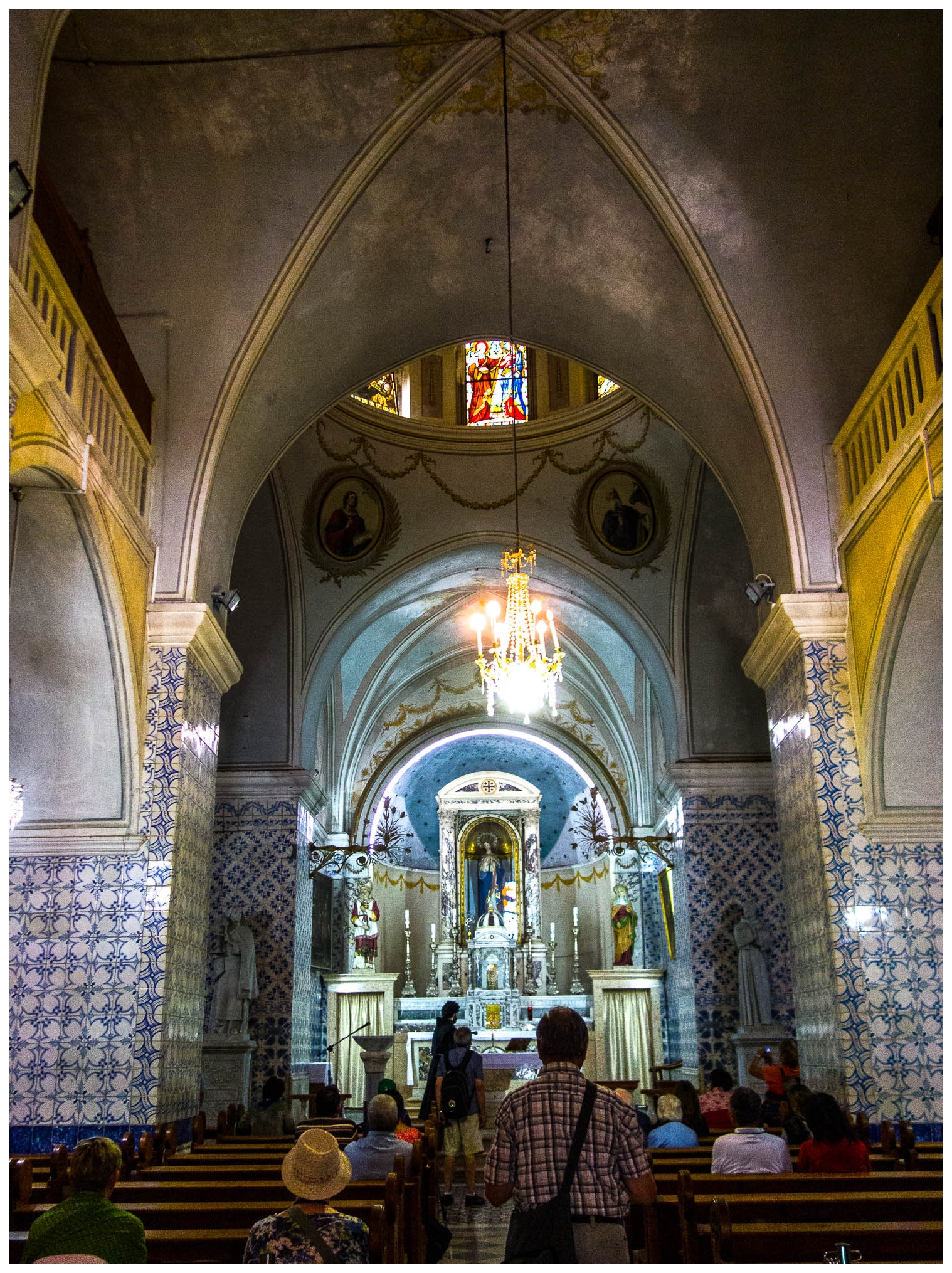
المذبح والقبة في الكنيسة
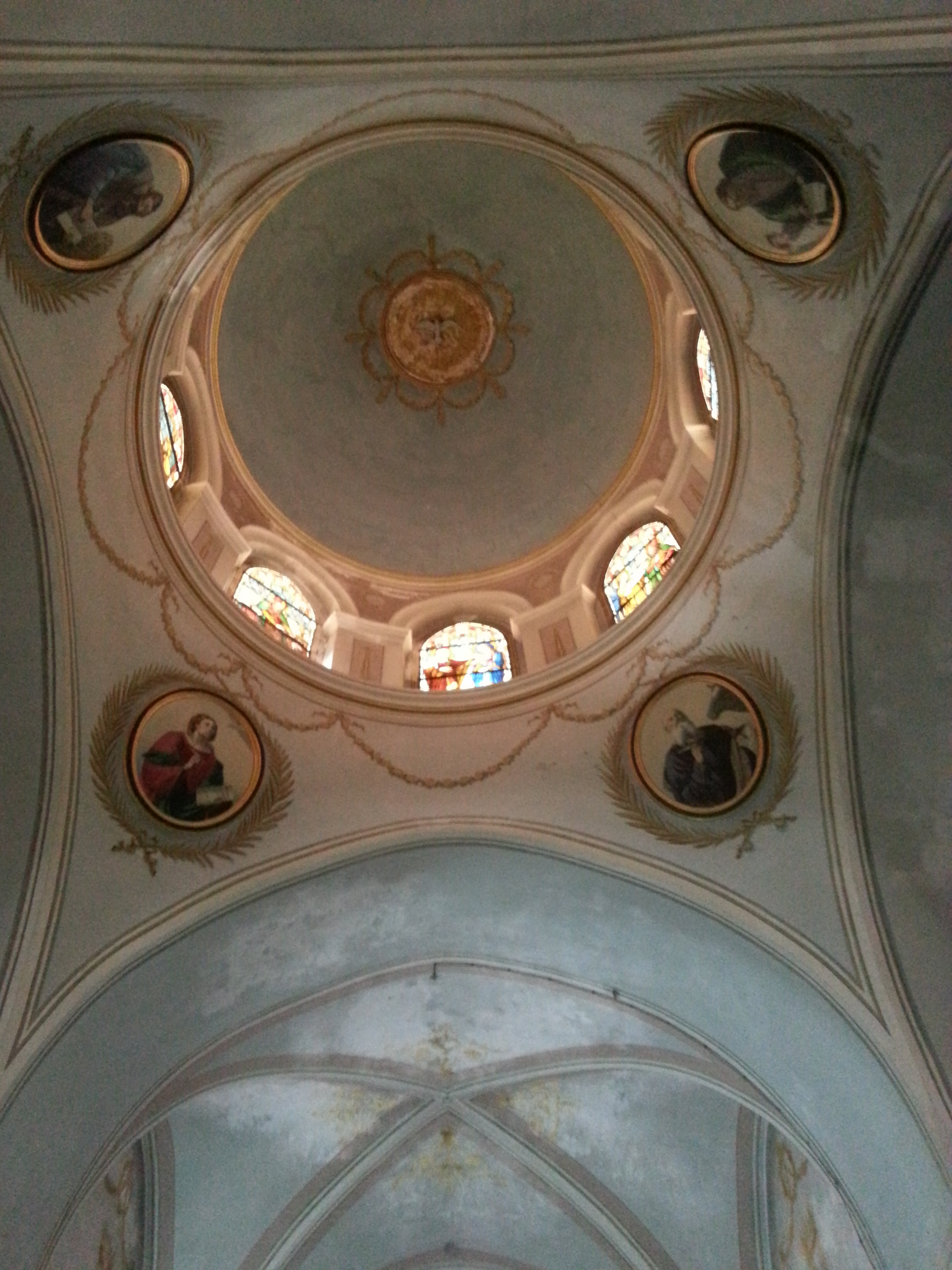
القبة في الكنيسة
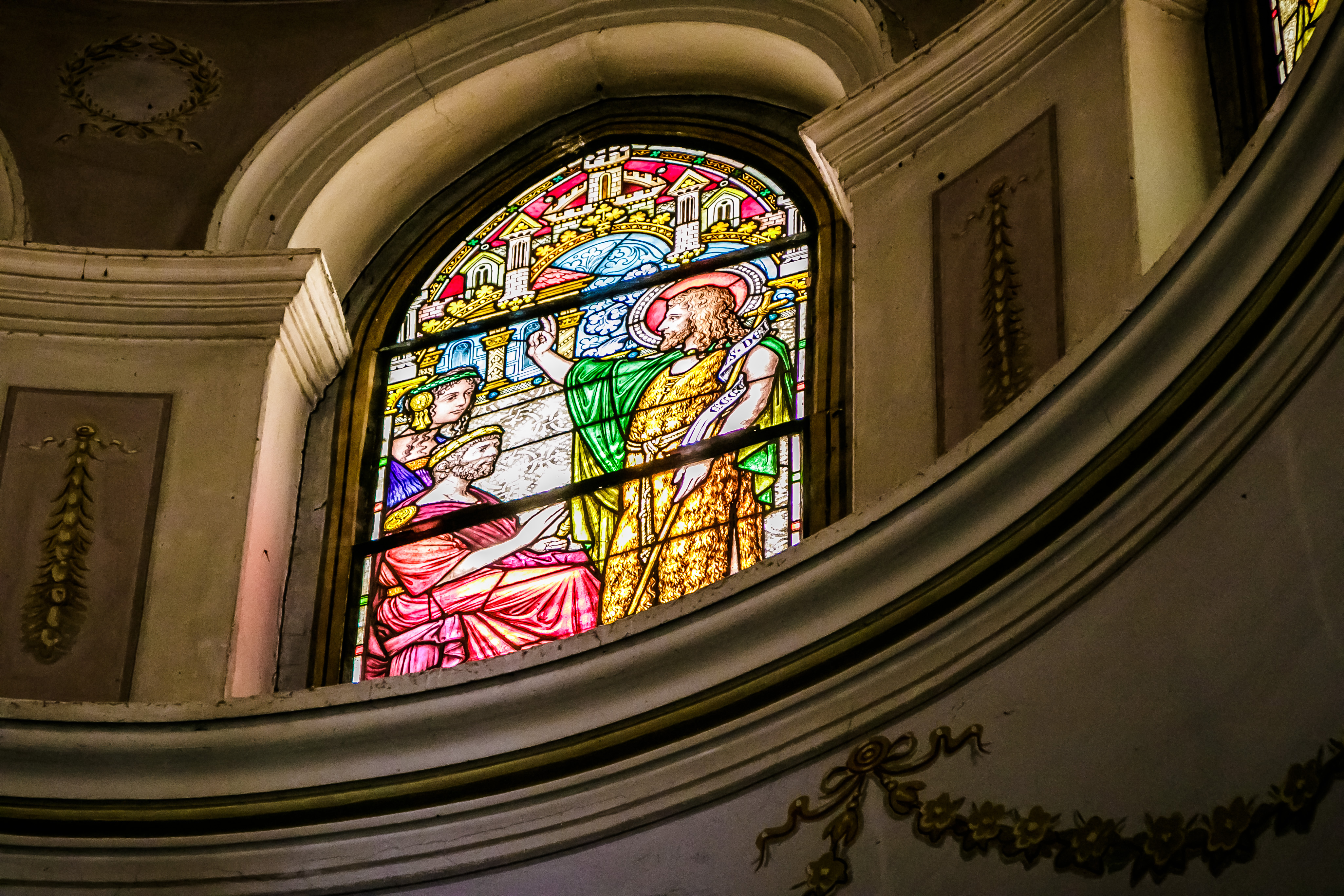
جزء من قبة الكنيسة
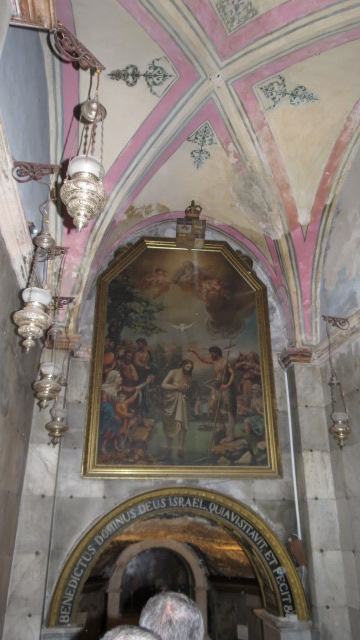
مدخل مغارة ولادة يوحنا المعمدان
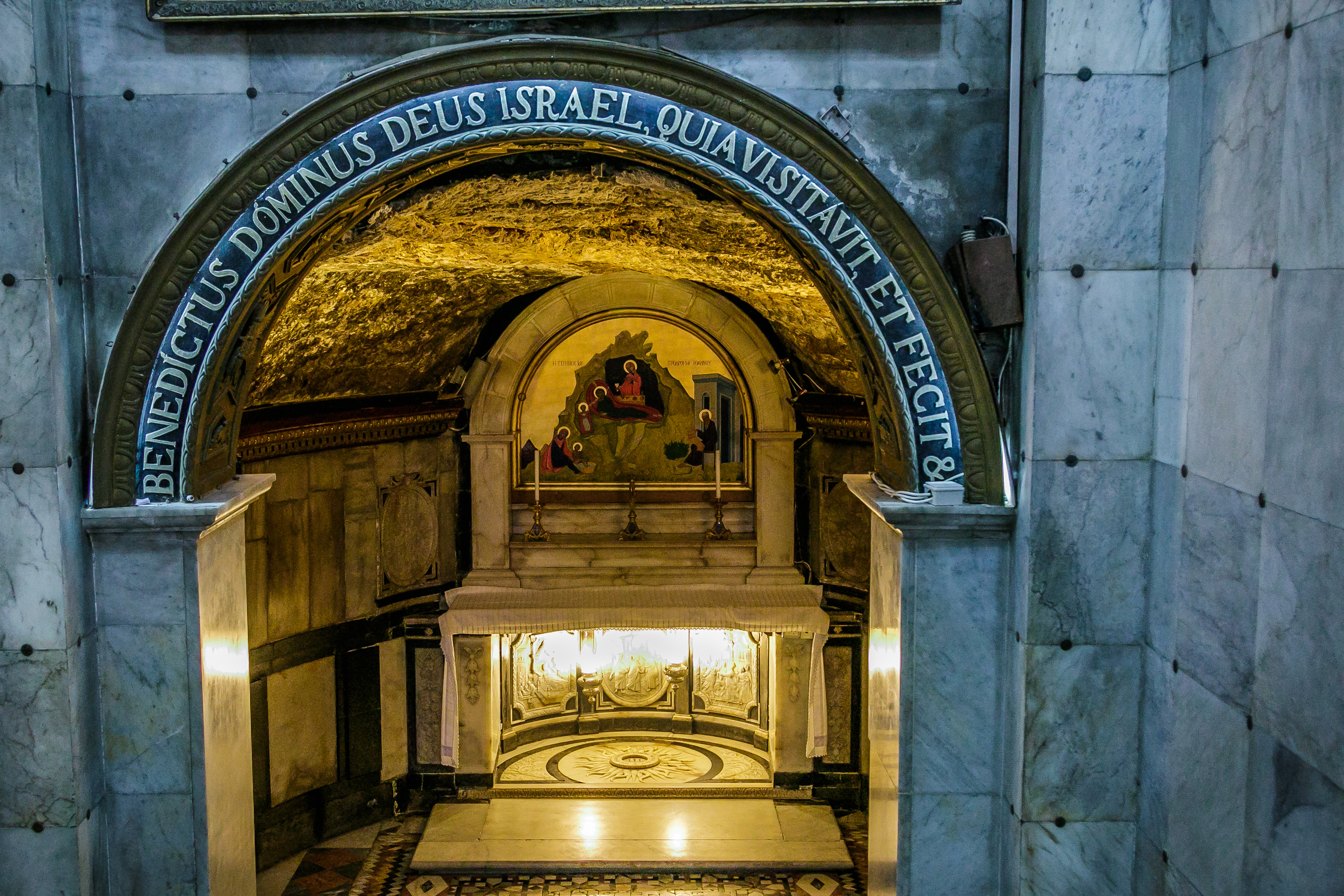
مدخل مغارة ولادة يوحنا المعمدان
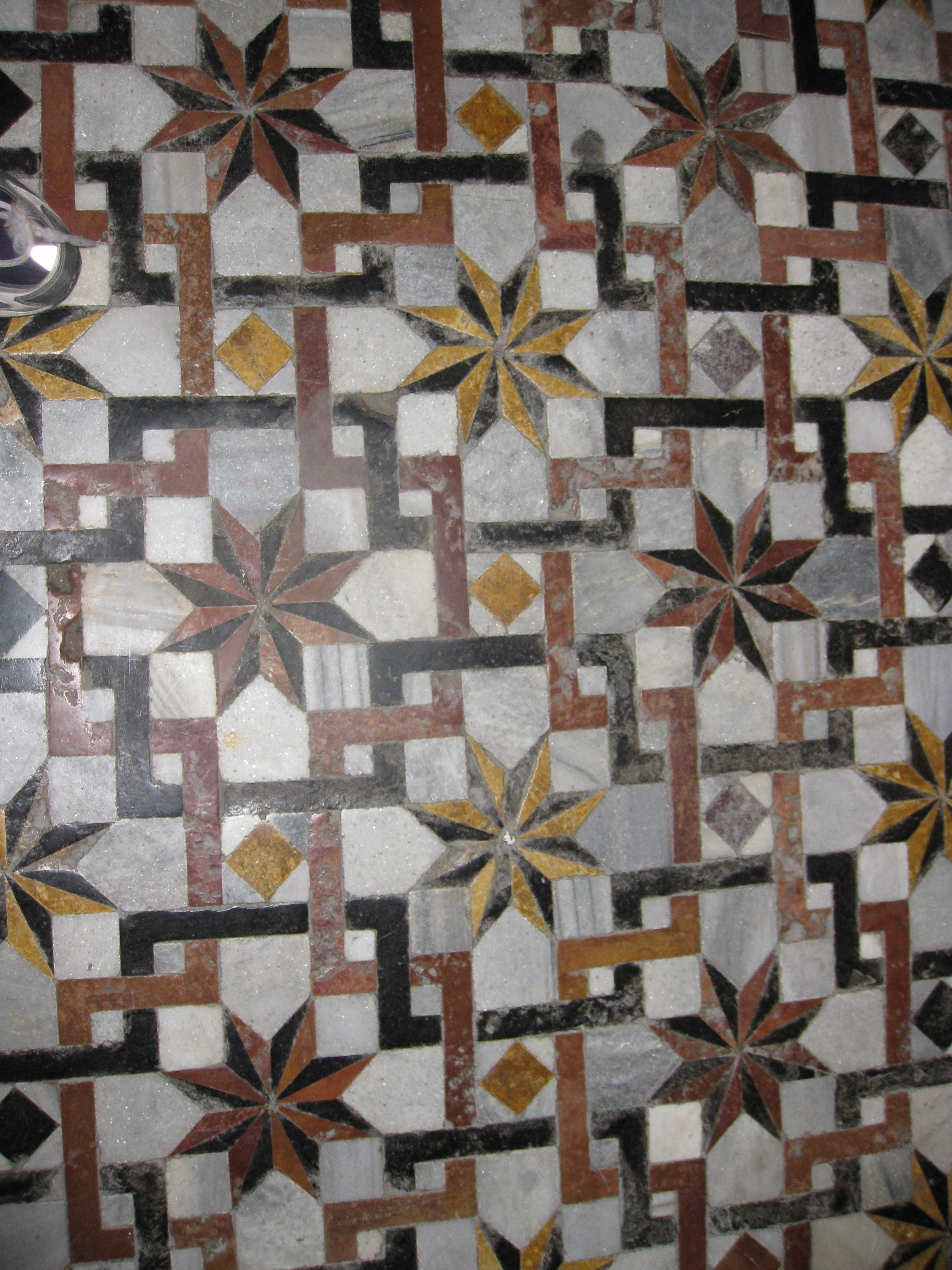
بلاط الأرضية في المغارة
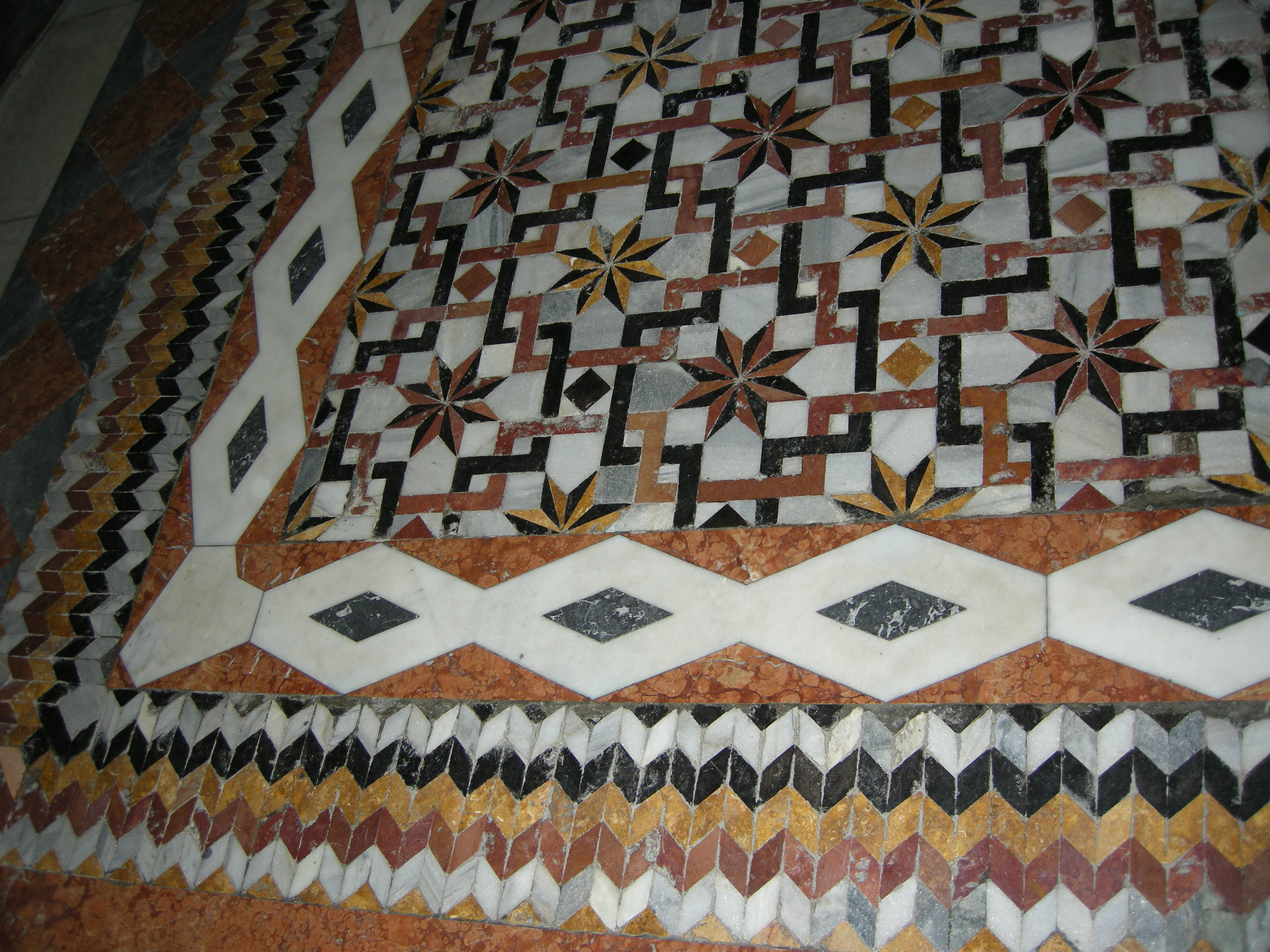
بلاط الأرضية في المغارة
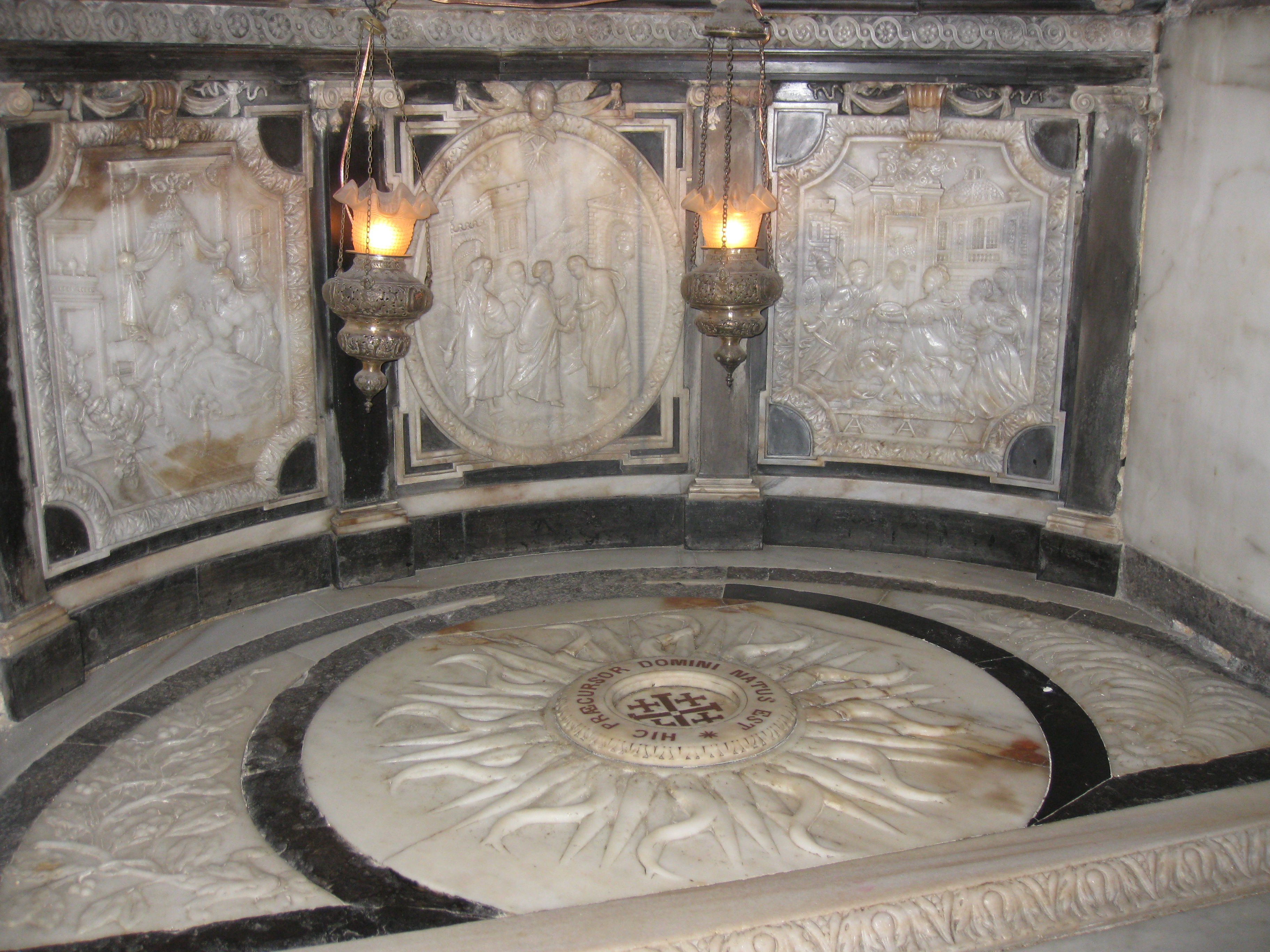
مغارة ولادة يوحنا المعمدان